# Sderot

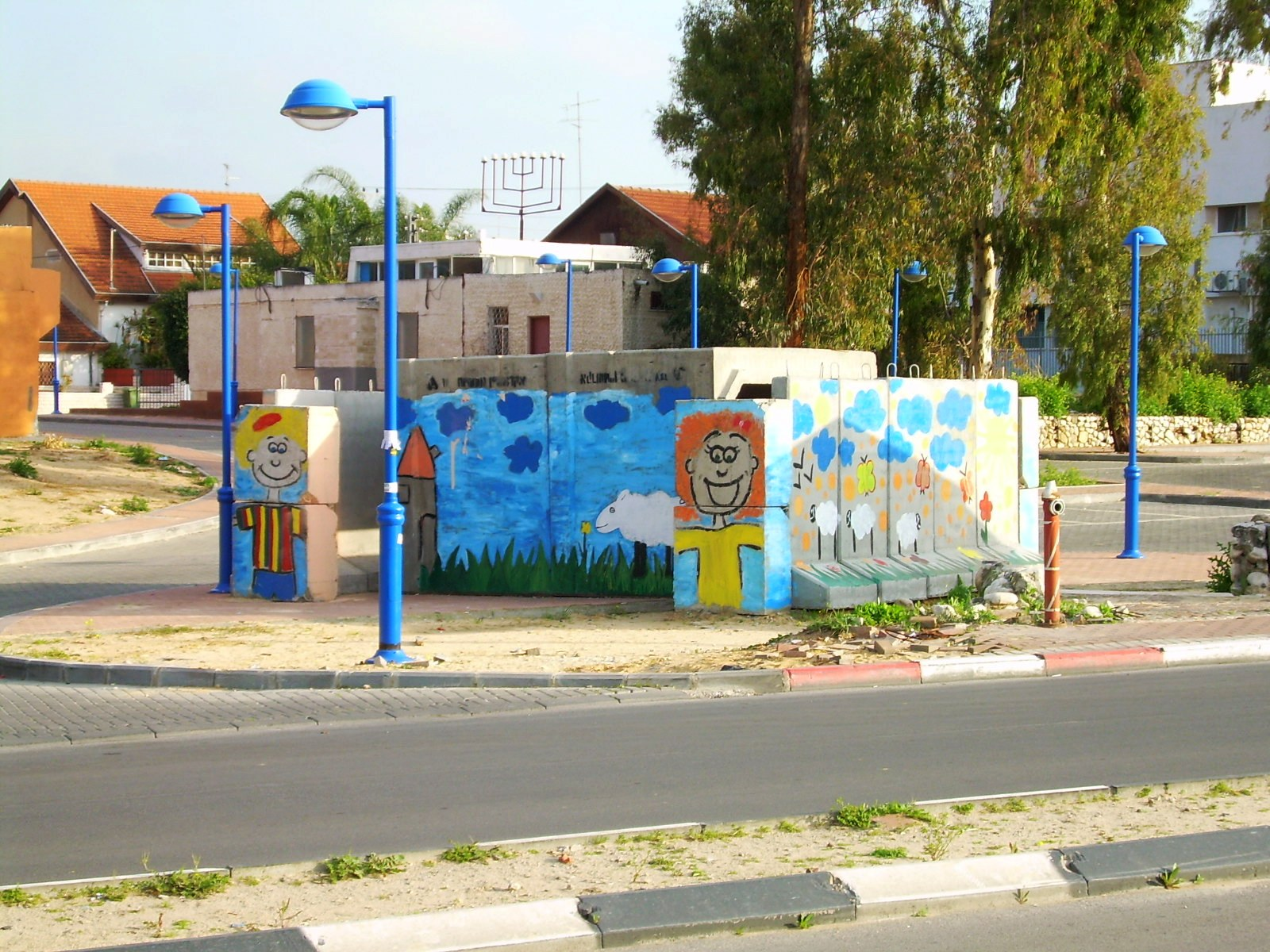
Een schuilkelder voor raketaanvallen in Sderot.

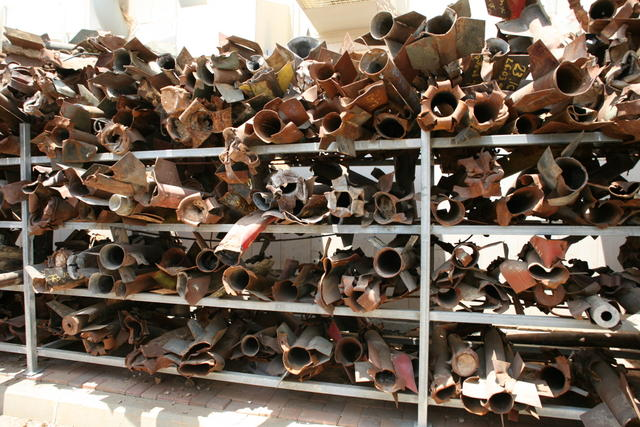
Restanten van Qassam-raketten die in of bij Sderot zijn neergekomen.

Sderot (Hebreeuws: שדרות, lett.: boulevards; Arabisch سديروت) is een stad in het zuiden van Israël, gelegen ten zuiden van Ashkelon en ten noordwesten van Beër Sjeva, op de plaats van het voormalige Palestijnse dorp Najd. In 2006 had de stad ongeveer 20.000 inwoners. Sderot verwierf stadsrechten in 1996.
De gemeentelijke oppervlakte bedraagt 5 km².
Sinds oktober 2013 is Alon Davidi burgemeester.
Wegens de Hamas-Israëloorlog werd de bevolking eind 2023 grotendeels geëvacueerd.

## Bewoners
De inwoners zijn veelal Joodse vluchtelingen uit Marokko en hun nazaten. De eerste inwoners in 1953 waren echter Joden uit het zuidoosten van Turkije, het noorden van Irak en Perzië, de plaats was toen een doorgangskamp in het kader van de alia. De eerste huizen werden in 1954 voltooid. In de jaren 1990 kwamen er veel immigranten uit de voormalige Sovjet-Unie bij.
De stad was woonplaats van de voormalige Israëlische minister van Defensie Amir Peretz (Arbeidspartij), die er ook burgemeester was. Voormalig premier Ariël Sharon (Likoed, Kadima) bezat een boerderij ten oosten van de stad. 
Verschillende Israëlische rockbands komen uit Sderot, onder andere Teapacks, Knesiat Hasechel en Sfatayim).

## Economie
Hollandia International, opgericht in 1981, een bedrijf dat hoogwaardige matrassen produceert en exporteert, verplaatste in de jaren negentig zijn enige productiecentrum naar Sderot. Na daar elf jaar te hebben gewerkt, besloot het bedrijf in 2008 te verhuizen vanwege raketaanvallen die de stad en de fabriek troffen. 
De Osem-fabriek in Sderot, geopend in 1981, is de grootste werkgever in de regio, met 480 werknemers. Er worden 170 producten geproduceerd, waaronder noedel- en rijstgerechten, ketchup en sauzen.
Nestlé heeft een onderzoeks- en ontwikkelingsfaciliteit in Sderot, opgericht in 2002. De productiefaciliteiten voor ontbijtgranen bevinden zich eveneens in Sderot. 
In 2012 keurde de overheid economische voordelen ter waarde van bijna 59 miljoen dollar voor Sderot goed om de economie te versterken, de werkgelegenheid te stimuleren en psychosociale programma's voor de inwoners van de stad te subsidiëren.

## Vervoer
Sderot is bereikbaar via snelweg 34 en route 232.
De spoorlijn Ashkelon-Beersheba, een nieuwe spoorlijn die Sderot met Tel Aviv en Beersheba verbond, werd in december 2013 geopend. Het treinstation van Sderot, gelegen aan de rand van de stad bij de zuidelijke ingang, werd geopend op 24 december 2013. Het is het eerste in Israël dat is gepantserd tegen raketbeschietingen.

## Gevechten
Sderot is internationaal bekend doordat het met grote regelmaat met Qassam-raketten beschoten wordt vanuit het noorden van de dichtbijgelegen Gazastrook. Bewoners van de stad hebben nadat luchtalarm wordt gegeven twintig seconden om een veilige plek te vinden, bijvoorbeeld in een van de met beton versterkte bushokjes. Vanwege de aanhoudende beschietingen hebben veel inwoners de stad verlaten.
Tijdens de aanval van Hamas op Israël op 7 oktober 2023 kwamen Palestijnse militanten in groten getale de stad binnen, ze schoten op politie en burgers. Het plaatselijke politiebureau werd ingenomen, zeker twintig politiefunctionarissen verloren daarbij het leven. Ten minste vijftig burgers werden gedood.
Er is een heuvel waar Israëliërs anno 2025 met verrekijkers naar de explosies en rook in Gaza komen kijken.
1. ↑  Sderot ademt nog altijd sfeer van dood en verderf, RD.nl, 6 januari 2024
2. ↑  In de stad Sderot kijken Israëliërs met verrekijkers naar Gaza, nos.nl, 6 juli 2025